# Planungsregion Oberpfalz-Nord
Die Planungsregion Oberpfalz-Nord ist eine von insgesamt 18 Planungsregionen des Freistaates Bayern. Verwaltungssitz ist die Stadt Neustadt an der Waldnaab.

## Struktur

Planungsregion 6: Oberpfalz-Nord

Die Planungsregion Oberpfalz-Nord liegt im Norden Bayerns. Im Regionalen Planungsverband sind folgende Körperschaften zusammengeschlossen: die kreisfreien  Städte Amberg und Weiden i.d.OPf. und die Landkreise Amberg-Sulzbach, Neustadt a.d.Waldnaab, Schwandorf und Tirschenreuth sowie die dazugehörigen Landkreisgemeinden. Ausgenommen ist die Stadt Waldershof im Landkreis Tirschenreuth, die zur Planungsregion Oberfranken-Ost gehört.
Oberzentren sind die kreisfreien Städte Amberg und Weiden i.d.OPf. Zugeordnete Mittelzentren sind Amberg, Burglengenfeld/Maxhütte-Haidhof/Teublitz, Schwandorf, Sulzbach-Rosenberg, Tirschenreuth, Waldsassen und Weiden. Das Mittelzentrum Waldsassen hat Verflechtungen mit dem tschechischen Eger.
2005 lebten in der Region rund 500.000 Einwohner. Davon leben über 84.000 in Weiden und in Amberg.

## Geschichte
1972 erfolgte die Einteilung des Freistaates Bayern in 18 Planungsregionen auf Grundlage des Bayerischen Landesplanungsgesetzes von 1970. Der Regionale Planungsverband entstand am 1973. Aktueller Verbandsvorsitzender ist Andreas Meier, Landrat des Landkreises Neustadt an der Waldnaab.